# MovieWriter
MovieWriter（ムービーライター）はコーレル株式会社が販売していた初級者〜中級者向けDVD、blu-ray Disc オーサリングツールである。

## 概要
デジタルビデオカメラやデジタルカメラ、DVDレコーダーで録画した映像などを、市販のDVD-Videoやblu-ray Discの様な"メニュー付ディスク"を作成する為の初心者〜中級者向けDVDオーサリングソフトとして人気を博していたが、2016年2月頃、日本CorelのHPのラインナップからは削除された。海外では「Movie Factory Pro 7」として入手することができる。（対応はXP SP3、Vista SP1）
また、データディスク作成、音楽CD作成、ディスクコピーなども行える(著作権保護されていないものに限る）。

## 3つのエディション
MovieWriter 2010 には3つの種類が存在していた。
| バージョン                | 概要 |
| ------------------------- | --- |
| MovieWriter 2010          | Digital Studioを買うと手に入るエディション。DVDのデータディスク、DVD-videoの作成機能、ディスクコピーなどが搭載されている(コピーは著作権保護されていないものに限る)。Blu-rayは未対応。                                                                                                  |
| MovieWriter Pro 2010      | DVD、Blu-rayのデータディスク作成、オーサリング、ディスクコピー(著作権保護されていないものに限る)、動画変換などが可能。 |
| MovieWriter ultimate 2010 | Proの機能に更に下記が追加されている。 - 【Blu-ray Java オーサリング】カレンダーメニューの作成 - 【Corel pure HD アップスケーリング機能】（SD画質の映像からHD映像のディスクを作る際の画質向上機能） - 【Nvidia Cuda トランスコード/エンコード】（グラフィックエンジンを使った高速処理） |

## バージョン7とバージョン2010
バージョン7までの「MovieWriter」と「MovieWrirer 2010」では機能があまりにも違いすぎてしまうため、注意が必要である。
それまでのMovieWriterには、動画の簡単なカット編集機能が備わっていた（不要な部分のカット等）が、2010では必要な部分の抽出（最初と最後の位置ぎめ）と、タイムラインで選択した位置での、前後分割機能ぐらいしかついていない。またクリップの結合が出来ないため、カットしたものをつなげるのが難しくなってしまう。
これは、Windows 7発売に合わせ、画面の作りを「Windows タッチ」に意識して作られたからだと思われる。各アイコンが指で押せるほどのサイズになっており、また発売時期がWindows 7の発売時期とある程度かぶっている。
また、MovieWriter 7まで搭載されていたburn.nowも2010には搭載されなかった。データライティング機能はMovieWriter 2010 の中に吸収されている。
簡単な編集を行ってからオーサリングをしたい場合はVideoStudioのほうが好ましい。

## VideoStudio との違い
同社では動画編集ソフトウェアのVideoStudioにもオーサリング機能が搭載されているが、位置づけは次のとおりである。
- VideoStudio X9
  - 多少なり動画の編集をしてからオーサリングをしたい。
  - スライドショーをこだわって作成したい。
  - 最新のオーサリングエンジンでライティングしたい。
  - メニューを細かく設定、デザインしたい。

- MovieWriter 2010
  - 動画の編集はあまりしない。しても最初と最後を詰めるぐらい。
  - スライドショーも適当でいいので素早く作りたい。
  - VideoStudioのメニューに飽きた。
  - データライティングもしたい。
  - 簡単な動画変換もしたい。
  - 作成したディスクのコピーもしたい。（コピープロテクトがかかってないもの）
  - Direct Disc Recorderを使ってDVD-VR形式、BDAV形式をライティングしたい。

MovieWriter2010にはVideoStudio X9では作成することが出来ない、より動きのあるメニュー等が入っているため、メニューデザインの幅をひろげる用途で検討しても良い。